# Wedico
Das ehemalige Wuppertaler Unternehmen Wedico Truck + Construction Models GmbH stellte hochwertige Lkw- und Baumaschinenmodelle und Bausätze im Maßstab 1:16 bzw. 1:14,5 und Schiffsmodellbausätze in unterschiedlichen Maßstäben her. Anfang 2018 wurde Wedico Truck + Construction Models GmbH gelöscht. WEDICO-models wurde als neue Marke bei thicon e.K. in Essen eingegliedert und weitergeführt.

## Modelle
Wedico wurde für hochwertige Fahrzeugmodelle bekannt, die wahlweise als Schaustück oder fernsteuerbar gebaut werden können. Bei den LKW-Modellen kommen Materialien wie Kunststoff, Aluminium und Edelstahl zum Einsatz. Die Modelle lassen sich mit den unterschiedlichsten Zubehörteilen ausrüsten, z. B. mit Elektroantrieb, Schaltgetriebe, originalgetreuen und komplexen Lichtanlagen und Geräuscherzeugern. Ein voll ausgerüstetes Modell kann weit über 3.000 € kosten.
In den 1990er Jahren waren auch Schiffsmodellbausätze aus Polystyrol im Programm, welche sich ebenfalls mit Fernsteuerung und Antrieb ausrüsten ließen.

## Geschichte

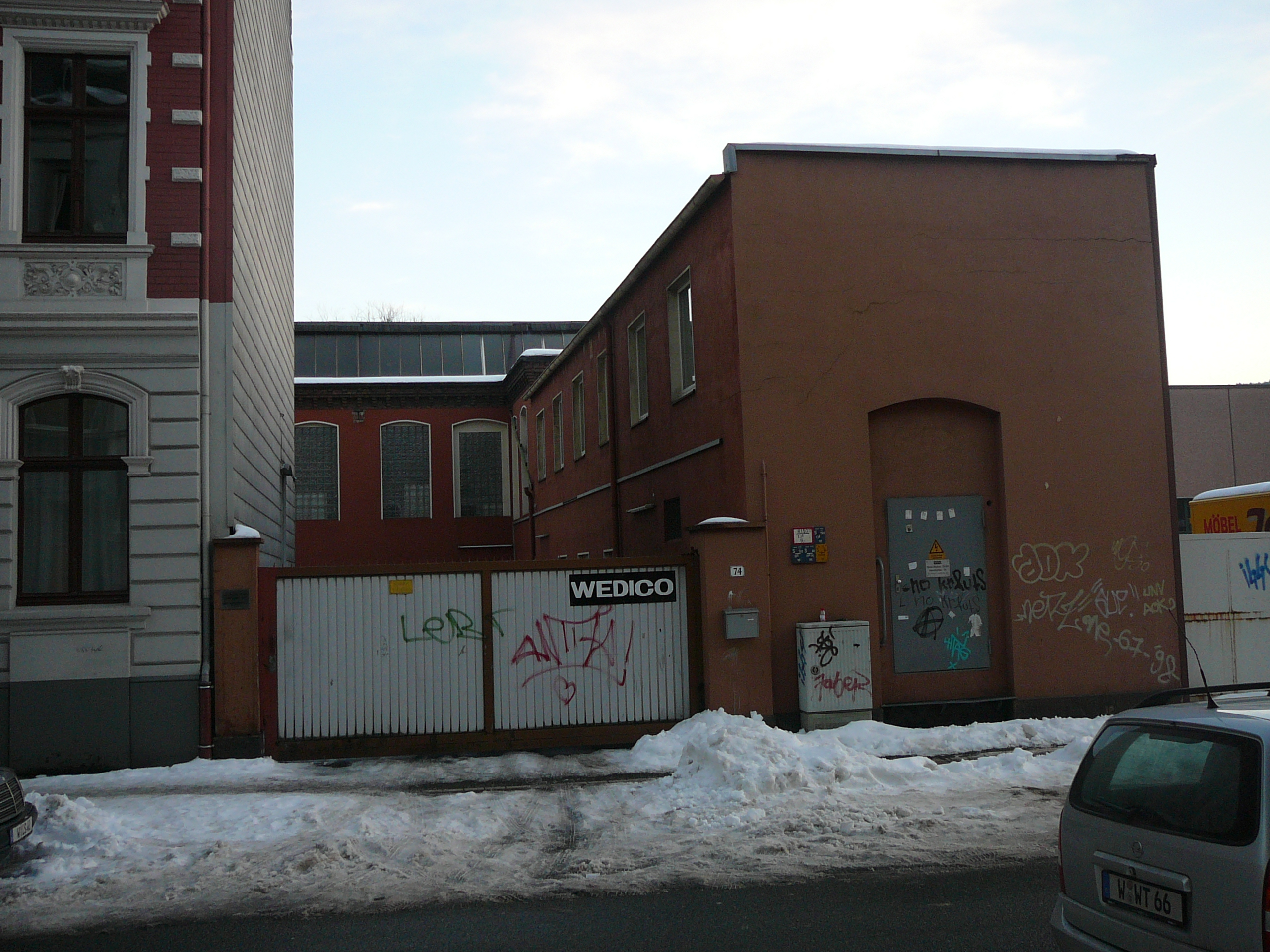
Wedico in der Hünefeldstraße, Wuppertal

Unter dem ursprünglichen Namen Wesenfeld, Dicke GmbH & Co. wurde das Unternehmen 1893 in Wuppertal gegründet. Im Jahre 1996 wurden die Geschäftsbereiche (Weißmetall und Modellbau) in rechtlich eigenständige Geschäftsbereiche aufgeteilt.  Die Insolvenz der Modellbausparte im Jahr 2003 wurde abgewendet und ab 2004 unter dem Namen Wedico Truck + Construction Models GmbH fortgeführt. Seitdem wurden bis 2017 etliche neue Modelle und Zubehör auf den Markt gebracht.
Wegen einer erneuten Insolvenz wurde am 15. Januar 2018 der Geschäftsbetrieb der Wedico Truck + Construction Models GmbH endgültig eingestellt.
Die Produktion und der Vertrieb aktueller, klassischer und neuer Wedico-Modelle, Ersatzteile und Zubehör wurde von der Firma thicon e.K. mit Sitz in Essen übernommen. Die Produktion der bestehenden Artikel läuft mit neuen wie auch mit Mitgliedern des alten Wedico-Teams weiter wie gewohnt. Auf der Messe „Faszination Modellbau“ in Friedrichshafen sowie zuvor auf der „modell-hobby-spiel“ in Leipzig stellte sich die neue Marke „WEDICO-models“ und deren Sparte für die hochwertigen und lizenzierten Modell-Baumaschinen „WEDICO-construction“ Ende 2018 zusammen mit thicon e.K. den Endkunden vor.